# WooCommerce
WooCommerce es un plugin de comercio electrónico de código abierto para WordPress. Está diseñado para pequeños y grandes comerciantes en línea con WordPress. Lanzado el 27 de septiembre de 2011, el plugin rápidamente se hizo popular por su simplicidad para instalar y personalizar la base de datos de los productos expendidos.

## Historia
WooCommerce fue desarrollado por primera vez por WooThemes, empresa desarrolladora de temas de WordPress, que contrató a Mike Jolley y James Koster, desarrolladores de Jigowatt, para trabajar y mejorar WooCommerce.
En agosto de 2014, WooCommerce impulsó 381.187 sitios (o 17.77% de sitios de comercio electrónico en línea). En noviembre de 2014, se celebró en San Francisco, California, la primera WooConf, una conferencia centrada en el comercio electrónico con WooCommerce. Atrajo a 300 asistentes.
En mayo de 2015, WooThemes y WooCommerce fueron adquiridos por Automattic, operador de WordPress.com y colaborador principal del software WordPress.
En enero de 2020, se estimó que WooCommerce es utilizado por alrededor de 3,9 millones de sitios web. En diciembre de 2020, WooCommerce adquirió MailPoet, un popular complemento de administración de boletines de WordPress.

## Acogida
WooCommerce ha sido adoptado por más de 380.000 minoristas en línea. Es utilizado por una serie de sitios web de alto tráfico. Para la 3ª semana de septiembre de 2015, Trends indicó que WooCommerce funcionaba con un 30% de sitios de comercio electrónico mundial y millones de instalaciones activas.  WooCommerce ha atraído una popularidad significativa porque el producto base, además de muchas extensiones y complementos, es de código abierto. Además, se puede complementar con características pagadas. WooCommerce no solo es usado como una solución de comercio electrónico, sino que con frecuencia se usa para crear sitios de membresía, reserva de citas, sitios multivendedor, gestión de donaciones, plataformas educativas y entrega de productos digitales, entre otros usos. 